# Carsten Gutschmidt
Carsten Gutschmidt (* 1975 in Aschersleben) ist ein deutscher Regisseur.

## Leben
Eigenen Angaben zufolge begann Gutschmidt seine Karriere nach seinem Abitur mit mehreren Praktika, u. a. arbeitete er als Beleuchter am Set von Lola rennt (1998) und war Assistent von Philipp Stölzl bei DoRo Produktion. Erstmals allein führte er 1998 bei einem Musikvideo Regie. Seitdem war er als Regisseur an mehr als 100 Werbefilmen, Musikvideos und anderen Produktionen beteiligt.
Er ist Mitglied im Bundesverband Regie und lebt aktuell in Berlin. Neben Deutsch als Muttersprache spricht Gutschmidt außerdem Englisch und Russisch.

## Filmografie
- 2009: Terra X: Geheimakte Sophienschatz
- 2015: Wir, Geiseln der SS
- 2018: Die Hälfte der Welt gehört uns – Als Frauen das Wahlrecht erkämpften
- 2020: Die Liebe des Hans Albers
- 2022: Reeperbahn Spezialeinheit FD65